# Europäische Lärche
Die Europäische Lärche (Larix decidua) ist eine Pflanzenart aus der Gattung der Lärchen (Larix) in der Familie der Kieferngewächse (Pinaceae).
Ihre natürlichen Verbreitungsgebiete sind hauptsächlich die Alpen und einige Gebiete in den Karpaten.
Sie überdauerte die letzte Eiszeit vermutlich in den Karpaten.
Aus wirtschaftlichen Motiven wird die Europäische Lärche seit Jahrhunderten weit außerhalb ihrer natürlichen Verbreitungsgebiete in deutlich wärmeren Regionen angebaut, vor allem in mitteleuropäischen Mittelgebirgen.
Die globale Erwärmung macht ihr dort erheblich zu schaffen.
Sie war 2002 Baum des Jahres in Österreich und 2012 in Deutschland.

## Beschreibung

### Habitus

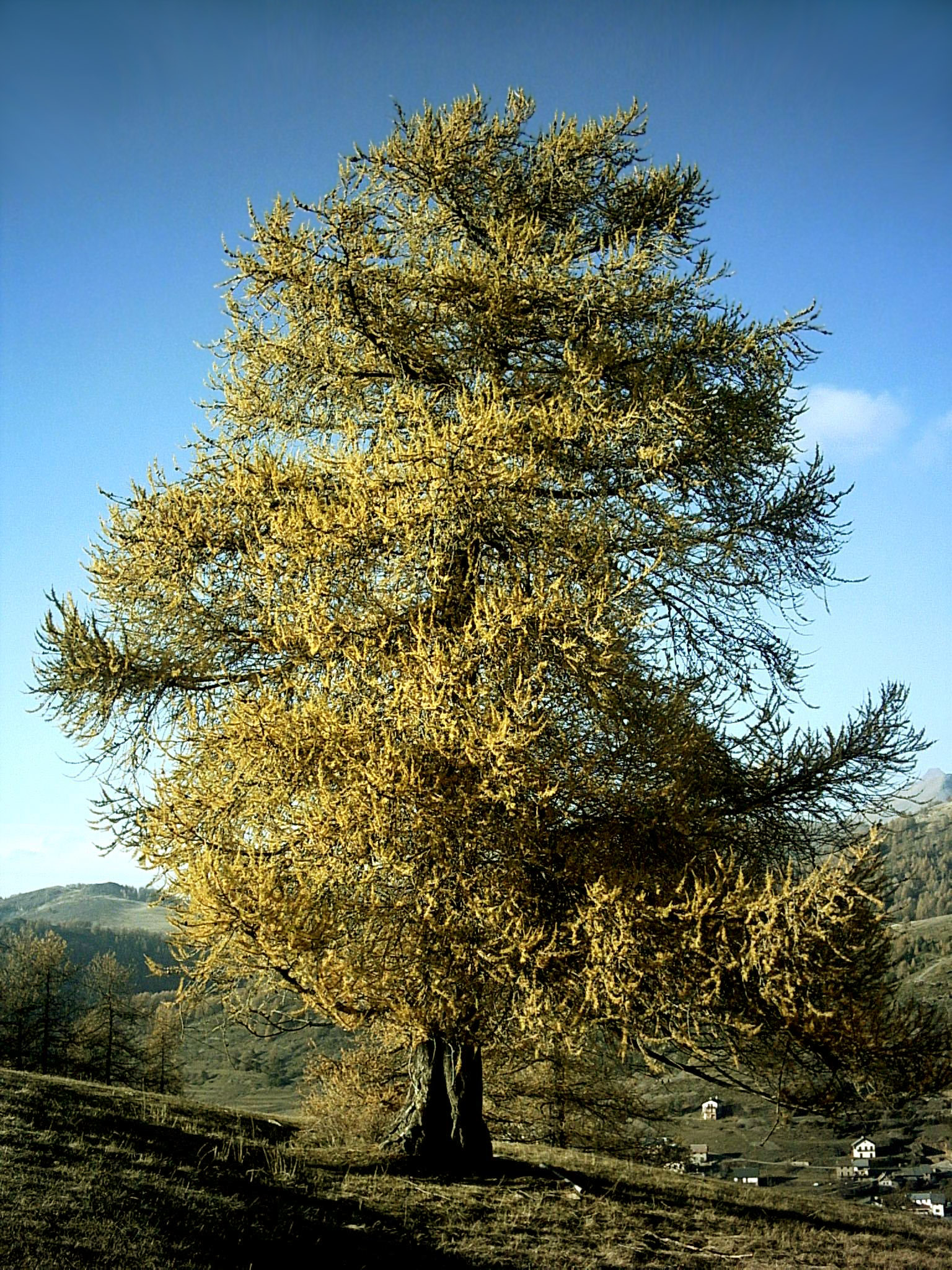
Habitus der Europäischen Lärche

Die Europäische Lärche ist ein sommergrüner Baum, der Wuchshöhen von 54 Meter und Stammdurchmesser (Brusthöhendurchmesser) von 1 bis über 2 m, selten bis über 3 m erreicht. Die Baumkrone ist unregelmäßig pyramidal bis schlank-kegelförmig. Die zylindrischen bis fast kugeligen Kurztriebe besitzen Ringe aus Schuppenüberresten.
Europäische Lärchen erreichen ein Alter von maximal 600 Jahren, allerdings wurden vereinzelt auch ältere Exemplare nachgewiesen. In Blitzingen im Wallis wurde ein 30 Meter hoher Baum mit 686 Jahresringen (in 7 Meter Stammhöhe) gefällt, der also etwa im Jahre 1280 gekeimt haben muss. Im Ultental in Südtirol stehen die drei Ultner Urlärchen, deren Keimung im Zeitraum um das Jahr 1150 stattgefunden haben dürfte.

### Wurzeln
Das typische Wurzelsystem der Lärche ist das Herzwurzelsystem. Durch ihre starke Wurzelenergie geht sie tief in skelettreiche (kies- und steinhaltige) Böden. Dabei kommt es zu zahlreichen Wurzelverkrümmungen. Erreicht sie feinerdegefüllte Klüfte, geht sie bis in 2 m Tiefe. Wurzelverletzungen verharzen rasch. Daher besteht eine geringe Wurzelfäulegefahr. Die Lärche kann auf Böden über Kalkgestein als auch über Quarz- und Silikatgestein eingebracht werden.

### Borke

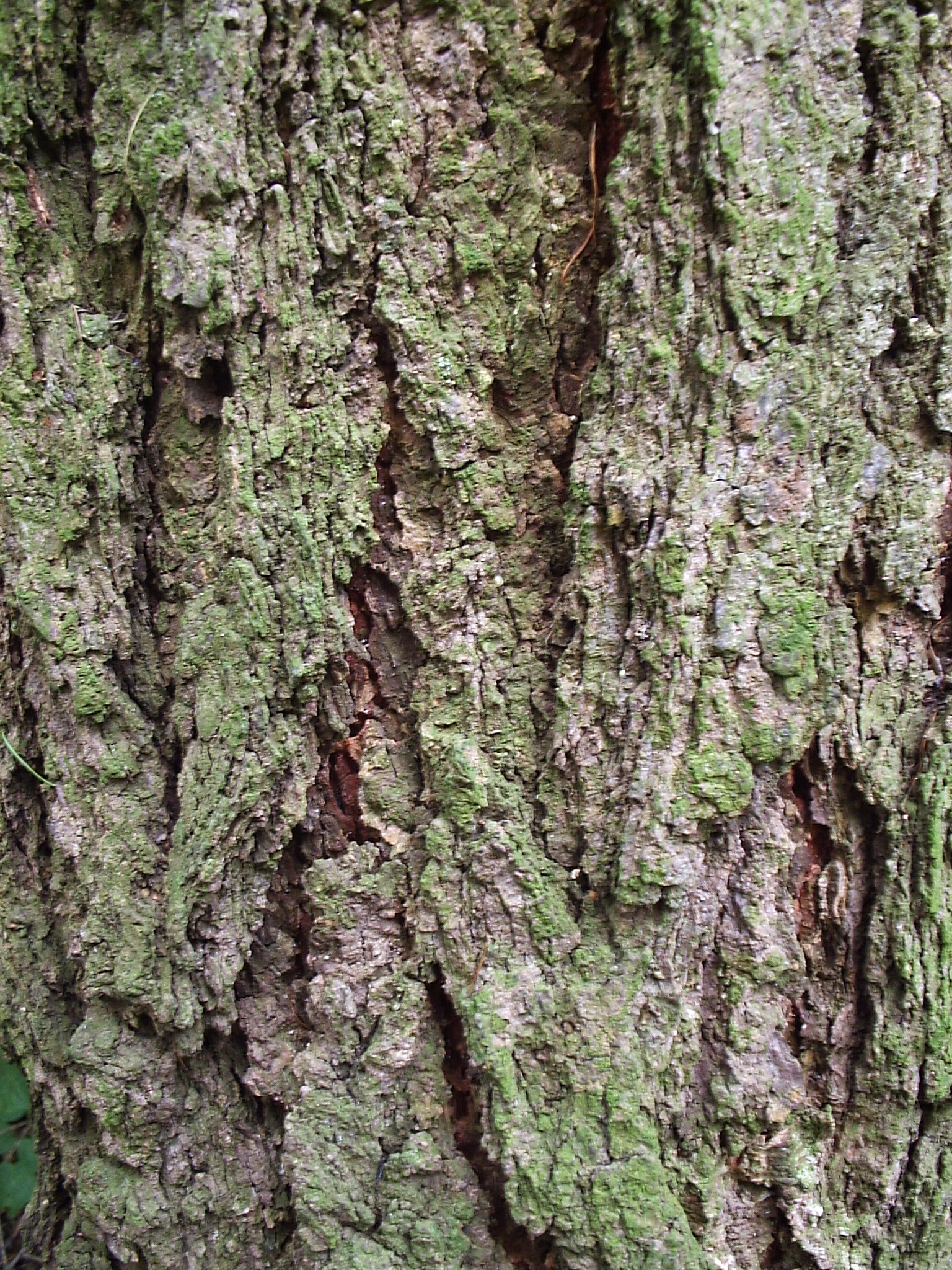
Borke der Europäischen Lärche

Die Rinde der Langtriebe ist anfangs hellgelb bis hell-gräulich-gelb und wird im zweiten oder dritten Jahr grau oder schwärzlich. Die Borke ist in jungen Jahren glatt und grün- bis graubraun und wird relativ bald zu 1 bis zu 10 Zentimeter dicken, tiefgefurchten, äußerlich grau-braunen, unregelmäßig schuppigen Borke mit rotbraunen Furchen.

### Nadeln

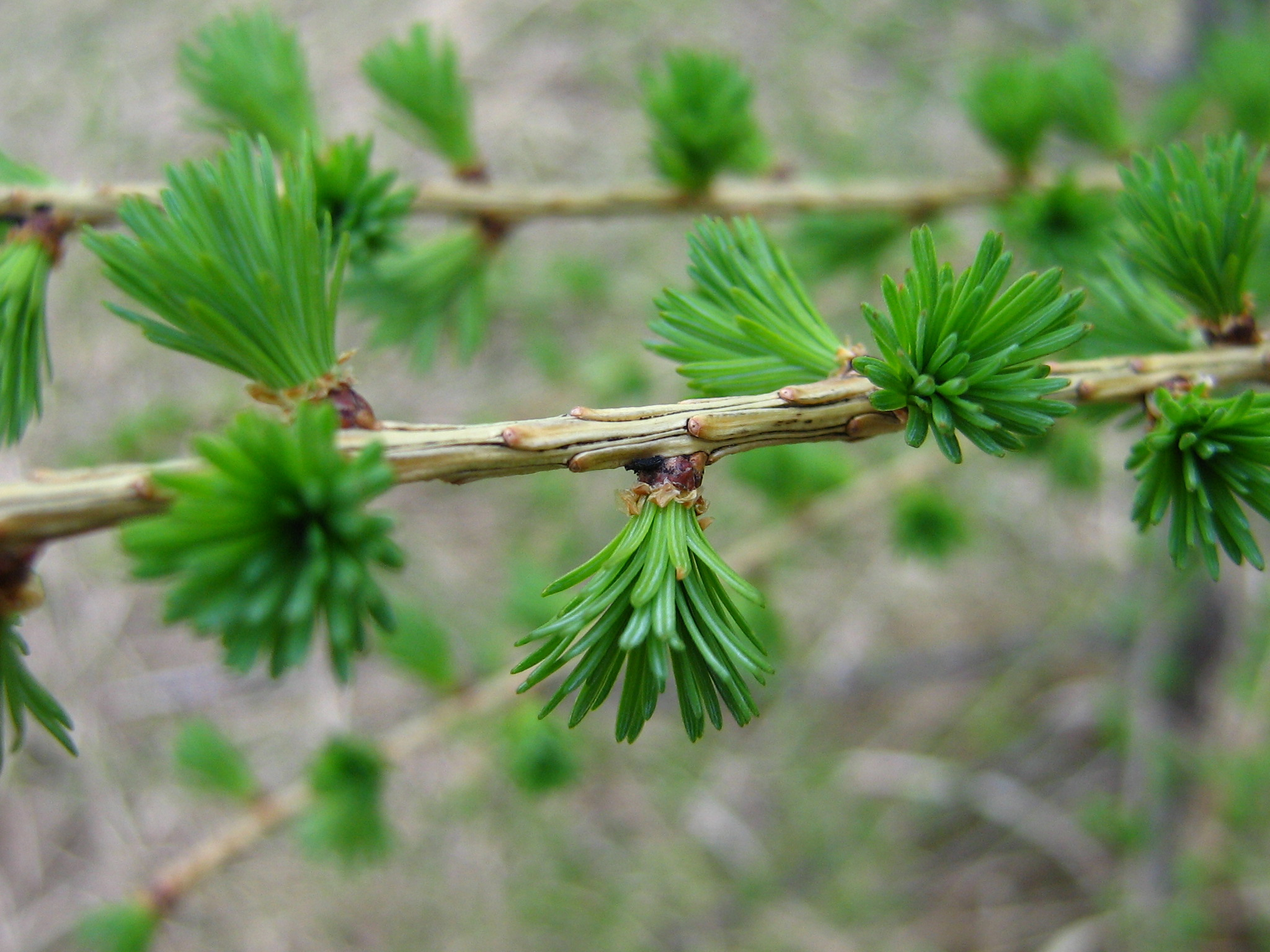
Nadelbüschel an den Kurztrieben; zu erkennen sind hier bei einigen Nadeln die zwei hellen Spaltöffnungsbänder auf der Blattunterseite

Die Nadeln stehen zu vielen an Kurztrieben sowie einzeln an Langtrieben. Die Blattpolster sind dicht flaumig gelb behaart. Die Nadeln sind zwischen 10 und 30 mm lang und 0,5 bis 1 mm breit. Sie besitzen eine schmale, meist abgeflachte Form und sind vorne stumpf oder nur wenig zugespitzt, manchmal sind sie auf der Oberseite leicht gekielt und auf der Unterseite deutlich gekielt. Sie sind sehr biegsam und weich. Zum Zeitpunkt des Austriebs sind diese hellgrün, dunkeln später nach und stehen an Kurztrieben zu 20 bis 40 Stück in rosettig angeordneten Büscheln. An den Langtrieben sind sie einzeln schraubig angeordnet und meist zugespitzt. Im Herbst färben sie sich goldgelb und fallen ab. Die Blattbasen bleiben stehen, was dem kahlen Zweig ein raues Aussehen verleiht. Die Nadeln sind gewöhnlich einjährig, selten bis zu vier Jahren überwinterungsfähig. Der Abwurf der Nadeln im Winter verringert die Verdunstung und verhindert so ein Vertrocknen des Baumes. Bei den weichen Nadeln der Lärche sind die Spaltöffnungen nicht eingesenkt und durch eine Wachsschicht geschützt, wie bei anderen Nadelgehölzen.

### Blüten

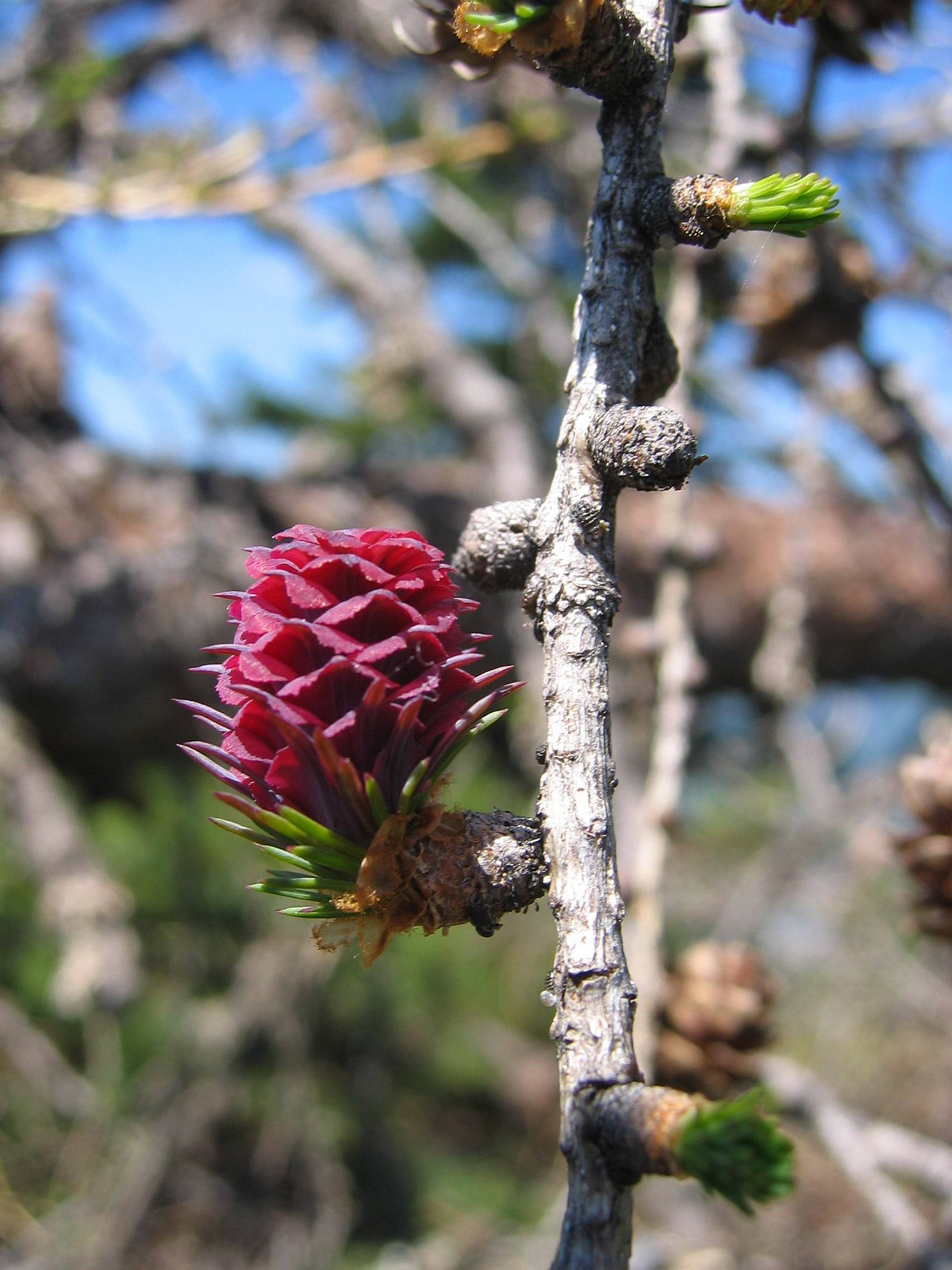
Weiblicher Zapfen

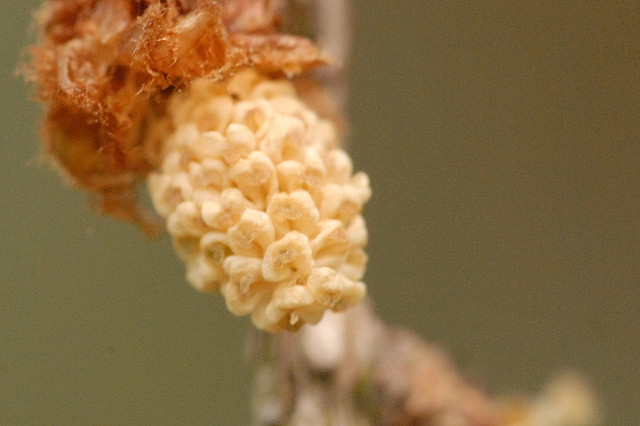
Männlicher Zapfen

Die Lärche erreicht im Freistand mit etwa 15 bis 20 Jahren, im Bestand mit 30 bis 40 Jahren die Mannbarkeit. Die Lärche ist einhäusig getrenntgeschlechtig (monözisch), es kommen somit männliche und weibliche Blüten auf einem Individuum vor. Die Blüten werden noch vor den Nadeln an den mindestens zweijährigen Kurz- oder an dreijährigen Langtrieben gebildet.
Die männlichen Blüten sind eiförmig, 5 bis 10 Millimeter lang, schwefelgelb und befinden sich an unbenadelten Kurztrieben. Die weiblichen Blüten, die meist an dreijährigen benadelten Kurztrieben aufrecht stehen, sind etwa 10 bis 20 mm groß und eiförmig bis eiförmig-länglich. Während der Blütezeit sind die weiblichen Blüten rosa- bis dunkelrot oder purpurfarben gefärbt, sie vergrünen zum Herbst mit rosafarbenen Schuppenrändern.

### Reife Zapfen und Samen

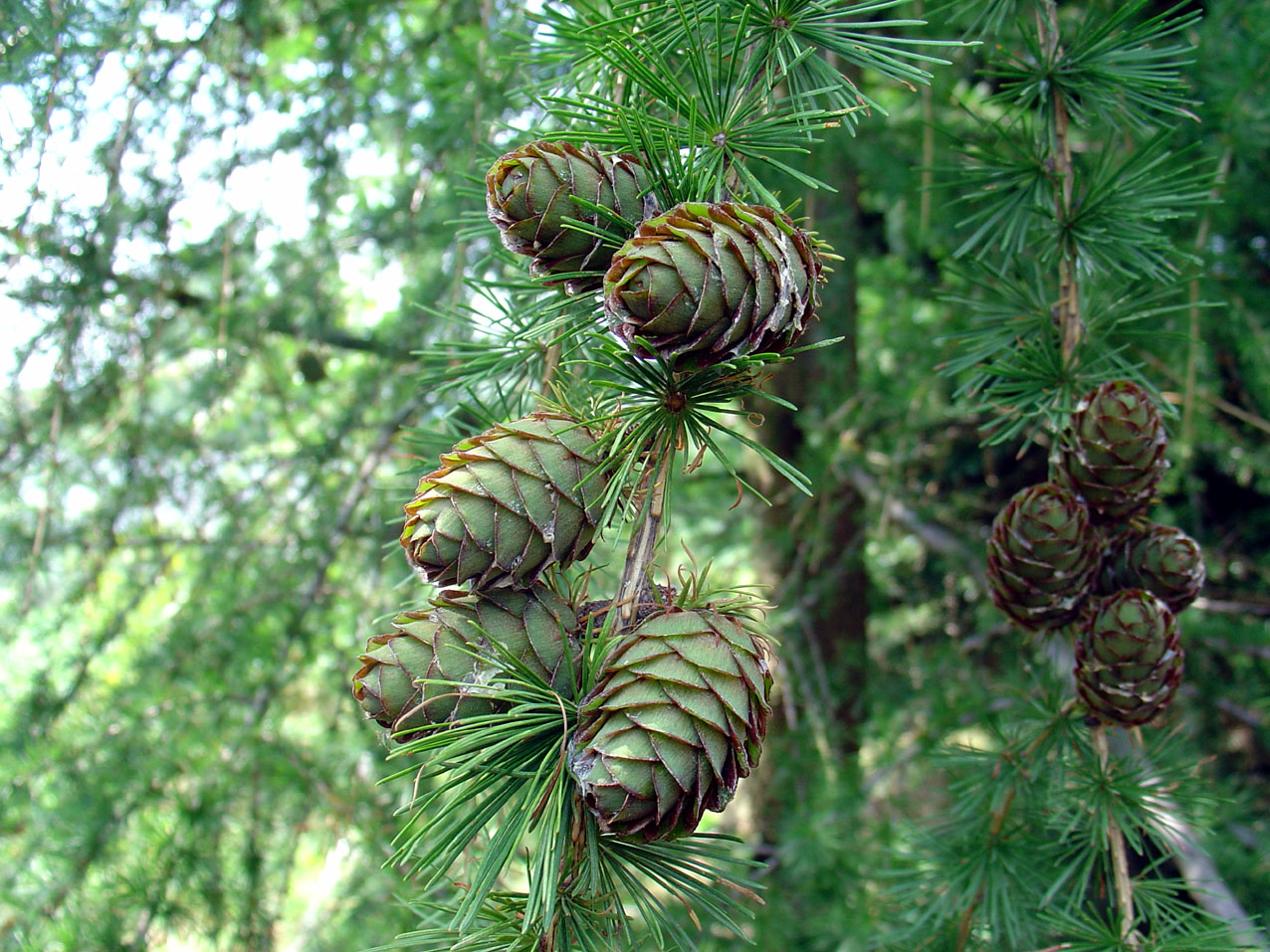
Europäische Lärche mit reifenden Zapfen (Larix decidua)

Die reifen, aufrecht stehenden Zapfen sind hellbraun, eiförmig und sind 2,5 bis 4 cm lang und 1,5 bis 2 cm breit. Die rundlich, locker liegenden Samenschuppen weisen feine Streifenmuster auf, besitzen eine bräunliche Behaarung und sind am oberen Rand nicht oder nur minimal nach außen gebogen (im Gegensatz zur Japanischen Lärche, deren Zapfenschuppen an der Spitze stark nach außen gebogen sind). Die zur Reife anliegenden Samenschuppen sind bei einer Länge von 0,8–1,5 cm und einer Breite von 0,7 bis 1,3 cm eiförmig oder fast kreisförmig.
Die erst im nächsten Frühjahr reifenden glänzenden, dunkel-bräunlich-grauen Samen sind bei einer Länge von 4 mm und einer Breite von 2,5 mm eiförmig-keilförmig oder dreieckig-eiförmig. Sie besitzen hellbraune, eiförmige Flügel. Nach dem Ausfliegen der Samen verblassen die Zapfen, die erst nach 10 Jahren mit dem Zweig zu Boden fallen (Totasterhalter). Die Samenreife findet von September bis November statt.

### Chromosomenzahl
Die Chromosomenzahl beträgt 2n = 24.

## Verwechslung
Die Japanische Lärche kann mit der Europäischen Lärche verwechselt werden, unterscheidet sich aber deutlich durch rötliche Jahrestriebe, aufgerollte Zapfenschuppen und den breiteren, ausladenderen Wuchs.
Die ebenfalls in Mitteleuropa angebaute Hybridlärche (Larix eurolepis) ist eine Kreuzung zwischen der Europäischen und Japanischen Lärche. Sie liegt im Aussehen zwischen den beiden Arten und ist ebenfalls leicht zu verwechseln.

## Ökologie
Die Europäische Lärche ist der einzige in Europa heimische laubabwerfende, winterkahle Nadelbaum. Um Schädigungen durch Frosttrocknis an sonnigen Wintertagen zu vermeiden, verliert die Lärche im Herbst ihre Blätter, wie es sonst bei laubabwerfenden Laubbäumen üblich ist.
Als Wurzelpilze kommen z. B. der Lärchenröhrling und der Fliegenpilz in Frage.
Am Fuße der Lärche gedeihen oft Mykorrhizapilze wie der Goldröhrling (Gelber Lärchenröhrling), der Hohlfußröhrling, der seltenere Graue Lärchenröhrling, der Rostrote Lärchenröhrling und einige Milchlinge.
Sie ist windblütig vom „Unbeweglichen Typ“. Die männlichen Zapfen sind gelb und nach unten gerichtet; die weiblichen Blütenzapfen rot und stehen nach oben. Der Pollen besitzt keine Luftsäcke. Er wird bei der Bestäubung durch ein narbenartiges Gebilde an der Spitze der Samenanlage (Mikropyle) festgehalten und dann durch Schrumpfung zur Samenanlage gezogen. Ein Bestäubungstropfen fehlt. Eine Bestäubung mit Pollen desselben Individuums bei Windstille wird dadurch verhindert, dass die sich auf ihrer Unterseite öffnenden Pollensäcke durch Herabhängen der männlichen Blütenstände nach oben gerichtet sind. Beginn der Blüte mit 15 bis 60 Jahren.
Die Samenzapfen reifen im ersten Jahr und bleiben am Baum; sie sind eiförmig und ihre Schuppen sind vorwärts gerichtet. Die Samen sind geflügelt und verbreiten sich als Drehflieger. Außerdem findet Bearbeitungsverbreitung durch Vögel und Wasserausbreitung statt. Die Samenreife erfolgt von Oktober bis November.

## Systematik

Verbreitungsgebiet der Europäischen Lärche, Grün: var decidua, Rot: var. carpatica, Blau: var. polonica

Die Erstveröffentlichung von Larix decidua erfolgte 1754 durch Philip Miller in The Gardener's Dictionary... Abridged..., fourth edition, no. 2. Synonyme für Larix decidua Mill. sind: Pinus larix L., Abies larix (L.) J.St.-Hil., Picea larix (L.) Peterm.
Man unterscheidet mehrere Varietäten:
- Gewöhnliche Europäische Lärche (Larix decidua Mill. var. decidua, Syn.: Larix decidua subsp. sudetica (Domin) Domin, Larix sudetica Domin, Larix europaea DC.): Die Gewöhnliche Europäische Lärche s. str. ist am weitesten verbreitet und weite Bereiche (Nutzung und Ökologie) in diesem Artikel beziehen sich auf diese Varietät. Sie kommt in den Alpen, in den Sudeten und in den westlichen Karpaten vor.[8]
- Karpaten-Lärche (Larix decidua var. carpatica Domin, Syn.: Larix carpatica Domin): Sie kommt in den östlichen und in den südlichen Karpaten vor.[8]
- Polnische Lärche (Larix decidua var. polonica (Racib. ex Wóycicki) Ostenf. & Syrach, Syn.: Larix polonica Racib. ex Wóycicki,, Larix decidua subsp. polonica (Racib. ex Wóycicki) Domin): Die Polnische Lärche besitzt ein disjunktes Areal im nördlichen Flachland Polens. Die Zapfen werden zwischen 2 und 3 cm groß. Die Rinde der jungen Zweige ist hellgelb bis weißlich.

## Vorkommen

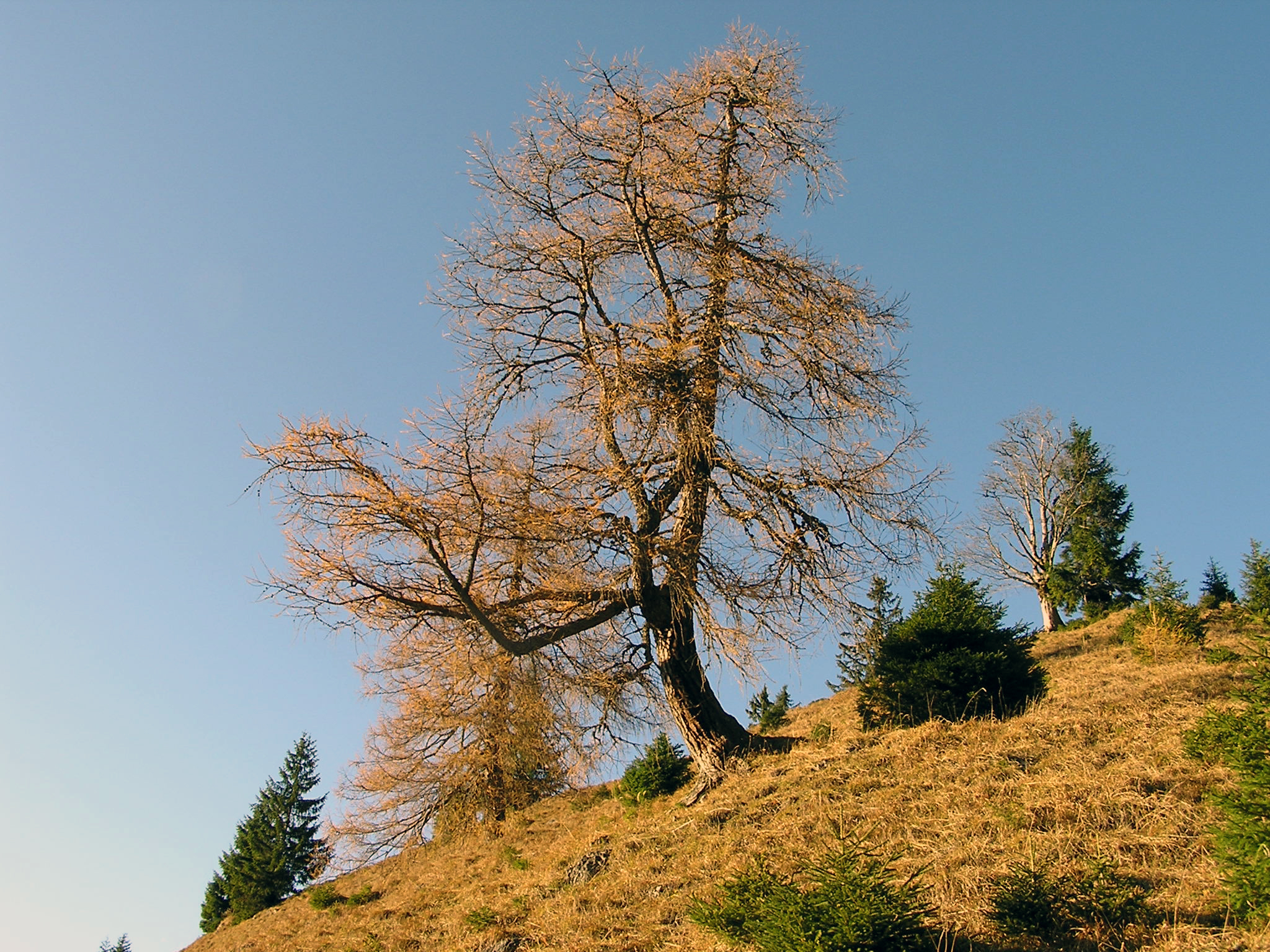
Spätherbstliche Lärche oberhalb Bayrischzell in etwa 1150 Metern Höhe, in der Nähe des Trainsjoch

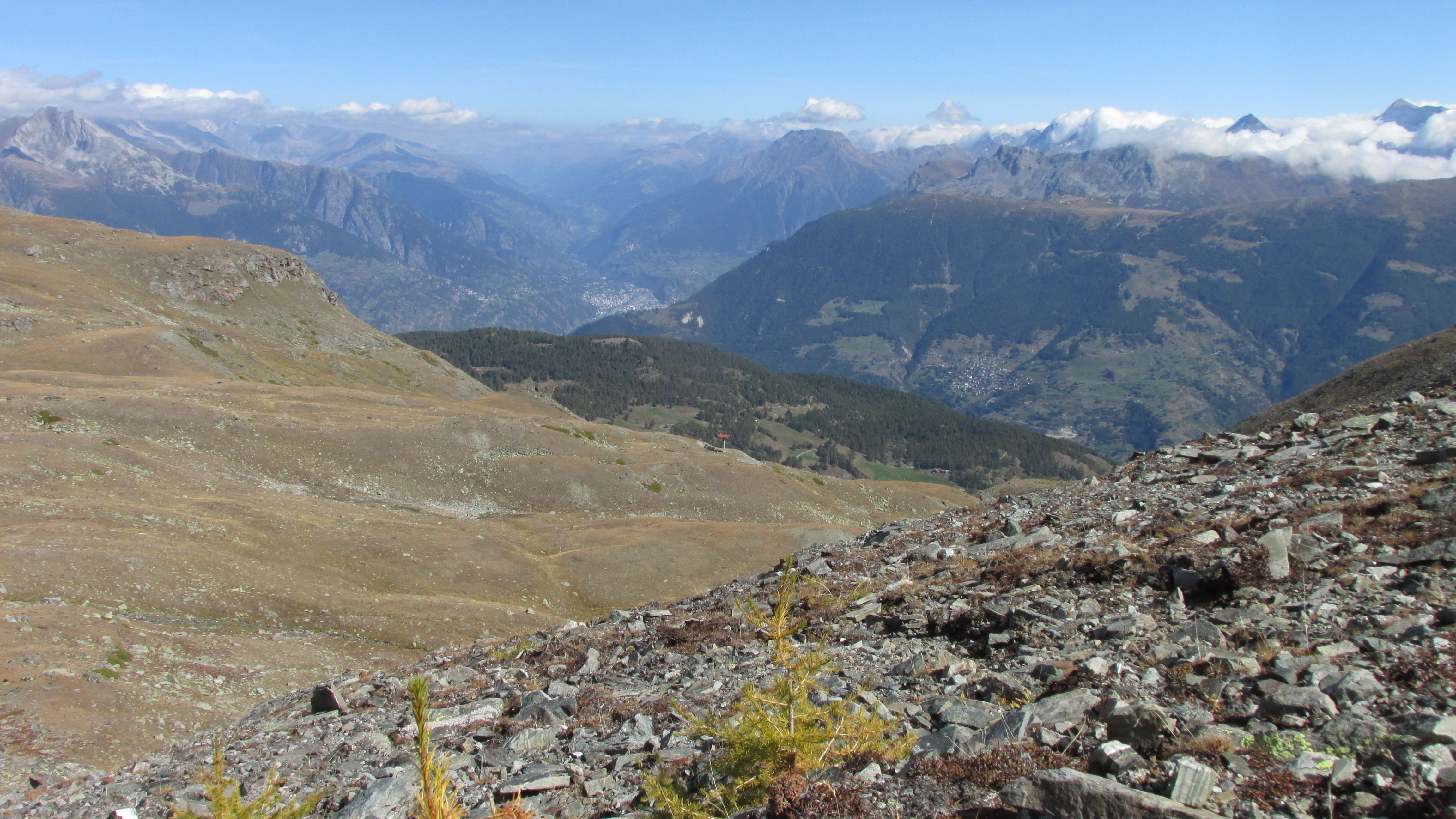
Inzwischen wachsen im Törbeltäli im Nordwallis einzelne Lärchen in einer Höhe von über 2600 m, hier auf dem Nordhang des Kammes zwischen Mällich (2677 m) und Augstbordhorn. Höhenlage der Schleppliftstation im Mittelgrund: 2533 m.

Die Lärche bildet Wälder vor allem in der subkontinentalen Klimalage gemeinsam mit der Gemeinen Fichte (Picea abies), besonders an Steilhängen und auf Blockstandorten. Sie tritt auch beigemischt in Föhren- und Spirkenwäldern auf. Die Art erreicht in den Zentral- und Ostalpen zusammen mit der Zirbe (Pinus cembra) die obere Baumgrenze. Die Lärchen wachsen hier bis in eine Höhenlage von 2500 m NN.
In Aufforstungen außerhalb ihres natürlichen Verbreitungsgebietes kommt die Europäische Lärche oft in gemischten Beständen mit der Rotbuche vor.
Die Lärche ist ausgesprochener Lichtbaum der obermontanen bis subalpinen Höhenstufe. Gemeinsam mit der Zirbelkiefer bildet sie den Arven-Lärchenwald, die typische Waldform der oberen Waldgrenze in extremen Hochgebirgslagen. Gebirgswälder, die aus reinen Lärchenbeständen bestehen, finden sich heute im Wesentlichen im Hangfußbereich und auf leicht zugänglichen strahlungsexponierten Hängen. Dieses heutige Verbreitungsbild reiner Lärchenbestände geht zu einem großen Teil auf die jahrhundertelange Beeinflussung der Gebirgswälder durch den Menschen zurück. Ohne menschlichen Eingriff hätte die schattenverträglichere Zirbelkiefer die lichthungrige Lärche über die natürliche Waldsukzession allmählich verdrängt. Wo sich Gebirgsflächen jedoch zur Weidenutzung anboten, hat der Mensch gezielt die Zirbelkiefern und Fichten herausgeschlagen. Entstanden sind auf diese Weise lichtdurchflutete Wälder, die sich ähnlich wie die für die Eichelmast genutzten Eichenwälder der tieferen Lagen für die Weidewirtschaft eigneten. Diese Artenverschiebung im Gebirgswald zugunsten der Lärche wurde außerdem dadurch unterstützt, dass die Zirbelkiefer sehr viel stärker durch Verbiss und Vertritt Schaden nimmt. Lärchen waren aufgrund ihrer dicken und korkähnlichen Borke resistenter gegenüber den früher sehr häufig auftretenden Waldbränden.
Die alpine Weidewirtschaft ist heute nur noch von nachrangiger Bedeutung; damit müsste durch die natürliche Waldsukzession die Zirbelkiefer wieder einen stärkeren Anteil im Gebirgswald gewinnen. Tatsächlich bilden Zirbelkiefern in vielen Regionen mittlerweile eine zweite Baumschicht unter dem lichten Kronendach der Lärchen. Untersuchungen von Friedrich-Karl Holtmeier zeigen jedoch, dass durch den Grauen Lärchenwickler hier ein neues Ökosystem mit einer bislang nicht vorhandenen Stabilität entstanden ist, die eine Dominanz der Zirbelkiefer verhindert. Der Graue Lärchenwickler zeigt in mehrjährigen Abständen eine Massenvermehrung, bei der die Lärchen kahlgefressen werden. Stehen den Wicklerraupen Lärchen nicht mehr zur Verfügung, wechseln sie auf die Zirben über und zerstören deren Nadeln gleichfalls. Während Lärchen in der Regel durch einen Lärchenwicklerbefall nicht absterben, leiden die Zirbelkiefern sehr nachhaltig darunter. Geschwächte Zirbelkiefern sind dann anfällig für den Befall durch weitere Schädlinge wie etwa den Echten Kiefernrüssler, die Arvenwolllaus oder den Borkenkäfer, sterben dann ab oder entwickeln sich zu Kümmerwuchsbäumen.
Die Lärche verträgt sowohl Temperaturen von −40 °C als auch hochsommerliche Hitze. Ihre Nährstoffansprüche sind gering bis mittel; sie bevorzugt aber – wie jeder Waldbaum – lehmige Böden. Nur auf sehr nährstoffarmen Sanden ist sie nicht anzutreffen. Die Wasseransprüche sind nicht besonders hoch; sie besiedelt frische bis mäßig frische, aber auch trockene Standorte. Selbst auf Kalkrendzinen kommt es noch zu einer ausreichenden Wasserversorgung, wenn die Klüfte durchwurzelbar sind.

## Krankheiten und Schädlinge
Beim Anbau in niederen, ozeanisch geprägten Lagen ist sie anfällig für den Lärchenkrebs (Lachnellula willkommii).
Außerhalb ihrer natürlichen Verbreitung kann die Lärche zudem unter der sogenannten „Lärchendegeneration“ leiden. Diese wird durch niedere Bakterien hervorgerufen und äußert sich durch Nadelvergilbungen, Triebstauchungen und Hexenbesen. Weitere Pilzkrankheiten sind:
- Triebsterben (Brunchorstia laricina)
- Grauschimmelfäule (Botrytis cinerea)
- Lärchenschütte (Hypodermella laricis)
- Umfallkrankheit (Moniliopsis klebahni)

Der wichtigste Schädling im Alpengebiet ist der Graue Lärchenwickler, der ausgehend von den Lärchen auch die Zirbelkiefern schädigt. Weitere Schadinsekten sind:
- Großer Lärchenborkenkäfer (Ips cembrae)
- Lärchenbock (Tetropium gabrieli)
- Lärchenminiermotte (Coleophora laricella Hb.)
- Lärchenblasenfuß (Taeniothrips laricivorus)
- Lärchenknospen-Gallmücke (Dasyneura laricis)
- Lärchennadelknicklaus (Adelges geniculatus)
- Lärchengespinstblattwespe (Cephalica lariciphila)
- Große Lärchenblattwespe (Pristiphora erichsonii)
- Kleine Lärchenblattwespe (Pristiphora laricis)
- Gelbe Lärchenblattwespe (Pristiphora wesmaeli)

In Europa sind bisher zwei Quarantäneschaderreger in Erscheinung getreten:
- Kiefernholznematode (Bursaphelenchus xylophilus)
- Der pilzähnliche Mikroorganismus Phytophthora ramorum

## Bedeutung als Futterpflanze (Auswahl)
Die Raupen folgender Schmetterlingsarten sind von der Pflanze als Nahrungsquelle abhängig.
- Kiefernschwärmer (Hyloicus pinastri)
- Kiefernspanner (Bupalus piniaria)
- Pinien-Prozessionsspinner (Thaumetopoea pityocampa)
- Klosterfrau (Panthea coenobita)
- Nonne (Lymantria monacha)
- Lärchenminiermotte (Colephora laricella)
- Grauer Lärchenwickler (Zeiraphera diniana)

## Nutzung

### Verwendung als Zierpflanze
Der Cultivar 'Little Boggle' wird als Mini-Strauch im Garten oder als Bonsai gezogen.
In Großstädten angepflanzte Bäume sind meist sehr schlechtwüchsig, weil sie der Belastung durch Rauchgase nicht gewachsen sind. Die im Herbst abfallenden Nadeln führen schon nach kurzer Zeit zu einer Verbesserung des Bodens, was dann den anspruchsvolleren Arten wie Gemeine Fichte (Picea abies) und Arve (Pinus cembra) die Möglichkeit gibt, sich anzusiedeln.
Die forstwirtschaftliche Umtriebszeit beträgt 100 bis 140 Jahre.

### Nutzung als Heilpflanze
Als Heildroge dient sogenanntes Lärchenterpentin, der durch Anbohren der Stämme gewonnene Balsam. Dieses Terpentin wurde früher auch als gloriet und loriet bezeichnet.
Als Wirkstoffe fungieren ätherisches Öl mit Pinenen, Borneol und 3-Caren und Harzsäuren, vor allem Laricinolsäure.
Lärchenterpentin wirkt wie gewöhnliches Terpentin aus Pinus pinaster, nämlich hautreizend und antiseptisch; es wird nur selten angewandt. Man benutzt es in Form von Salben, Emulsionen, Pflastern oder Badezusätzen z. B. gegen Furunkel, Abszesse, Haarwurzelentzündungen und rheumatische Beschwerden, in Form von geeigneten Inhalationen auch bei Atemwegserkrankungen. Eine in vitro Untersuchung an menschlichen Immunzellen konnte zeigen, dass Lärchen-Terpentin ein entzündungshemmendes Potential hat. Des Weiteren hat man in in-vitro-Versuchen herausgefunden, dass es eine antibakterielle und antifungale Wirkung hat. 
Häufiger ist aber die technische Nutzung für Lacke und Klebmittel.

### Nutzung als Speisepflanze
Die hellgrünen, jungen und noch dichten Triebspitzen der Larix decidua schmecken sauer und herb zugleich (etwas wie harzige Zitrone) und eignen sich als säuerliche Ergänzung zu einem Karottengemüse ebenso wie für eine Frischkäse-Zubereitung oder als Beigabe zum Dessert.

### Holz

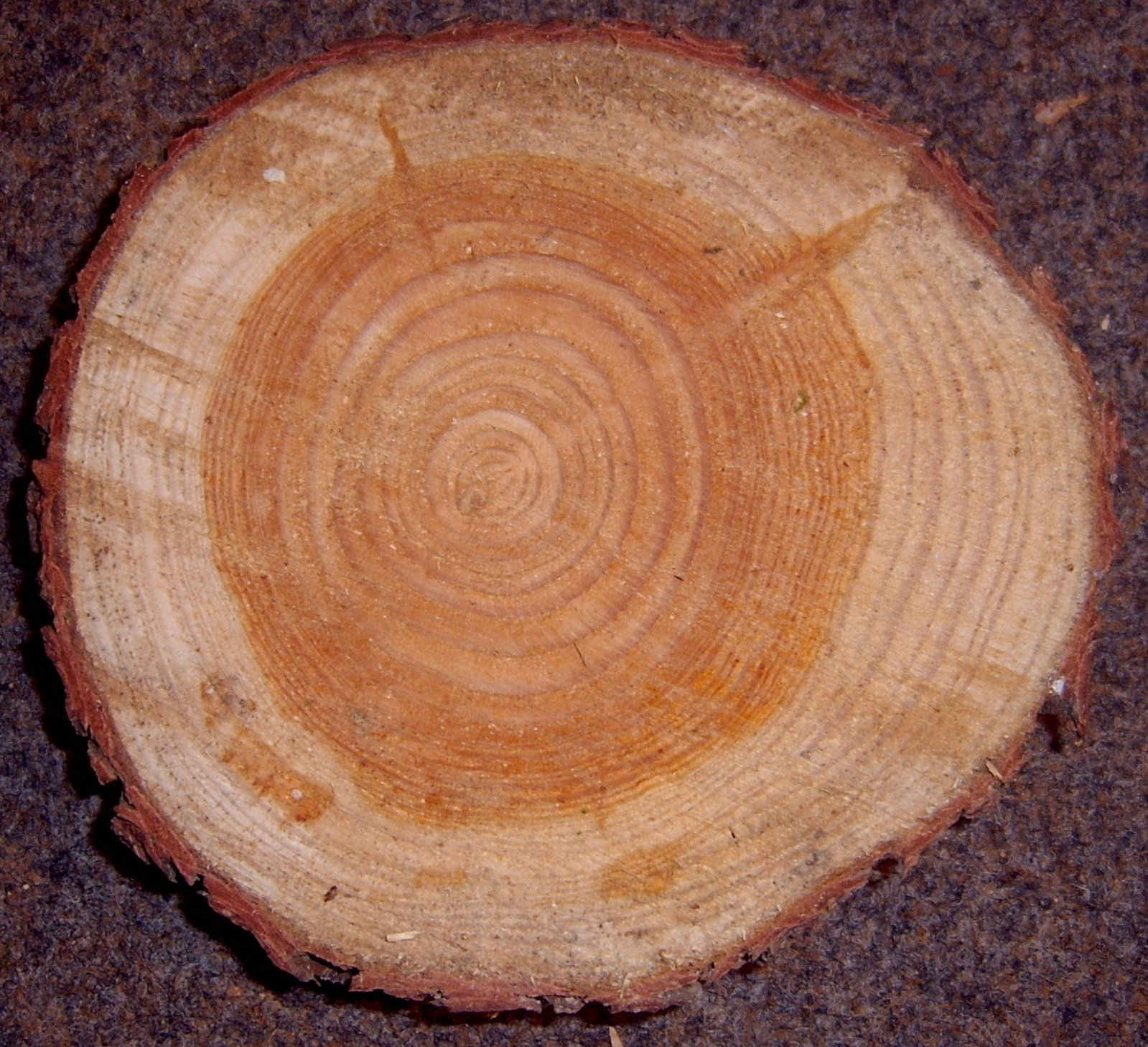
Stammquerschnitt

Lärchenholz wird vor allem als Bau- und Möbelholz genutzt, viel seltener dient es als Brennholz. Die Europäischen Lärche ist dabei in Eurasien im Vergleich zu anderen Arten wirtschaftlich am wichtigsten, hinzu kommt die von der japanischen Insel Honshū stammende Japanische Lärche, die teilweise auch in Europa angebaut wird, sowie die aus der Europäischen und Japanischen Lärche gezüchtete Hybridlärche (Larix eurolepis).
Lärchenholz stellt unter den europäischen Nadelnutzhölzern das schwerste und härteste Holz dar und wird nur von der selten genutzten Eibe übertroffen. Es wird als Bauholz für Dachtragwerke, Wand- und Deckenkonstruktionen, im Innenausbau für nahezu alle Holzverwendungen genutzt, darunter Treppen, Geländer, Wandverkleidungen, Türen, Parkett- und Dielenböden sowie im Außenbereich für Haustüren, Garagentore, Fenster, Fassadenverkleidungen, Rahmen und Brüstungen sowie für großflächige Verkleidungen verwendet. Hinzu kommen viele Sonderverwendungen aufgrund der besonderen Eigenschaften des Lärchenholzes im Erd-, Wasser- und Brückenbau, im Bootsbau und für zahlreiche weitere Anwendungen.
Früher wurde die Rinde aufgrund der darin enthaltenen Tannine zum Gerben genutzt; sie färbt Leder fast schwarz.
Die energetische Nutzung von Lärchenholz spielt eine vergleichsweise geringe Rolle. Lärchenholz hat einen Brennwert von 4,4 kWh/Kg bzw. 1700 kWh/rm und ist damit vergleichbar mit Kiefern- und Douglasienholz. Es wird, wie die meisten Holzarten, vor allem im privaten Hausbrand in Form von Scheitholz verwendet. Als Holzpellets werden Industrieabfälle (Holzspäne) u. a. auch aus der Lärchenholzproduktion in Form von Mischpellets angeboten.

### Inhaltsstoffe
Das beste Terpentin ist das venezianische oder Lärchen-Terpentin (lat. Terebinthina veneta). Es wird aus noch frischen Harzausflüssen der Europäischen Lärche gewonnen und besteht vornehmlich aus den Monoterpenen 2-Pinen und 3-Caren. 
Aus dem Lärchen-Terpentin lässt sich durch Wasserdampfdestillation und Reinigung ein wertvolles Terpentinöl gewinnen.
Coniferin, das Haupt-Glykosid der Nadelholzgewächse, kann auch aus der Europäischen Lärche gewonnen werden. Es ist die Speicher- und Transportform von Coniferylalkohol, der zur Biosynthese von Lignin und von zahlreichen Phytoalexinen dient.

## Kultur
In verschiedenen Gegenden Deutschlands hängt man am 30. April einen „Hexenrüttel“ an Türen und Fenster, um die bösen Hexen zu vertreiben.
Von den Römern wird seit der Zeit des Kaisers Augustus die europäische Lärche als Larix – ein Wort der gallischen Alpenbevölkerung – bezeichnet. Diese gallisch-lateinische Bezeichnung lebt im italienischen Larice, im französisch-mundartlichen Larze und im rätoromanischen „Larsch“ weiter. Die Ortschaften Laret (GR) und Latsch (GR) führen einen von der lateinischen Bezeichnung Larix abgeleiteten Namen.